# Lukács László (jezsuita)
Lukács László (Mecenzéf, Abaúj-Torna vármegye, 1910. október 27. – Róma, 1998. november 16.) jezsuita szerzetes, levéltáros, rendtörténész.

## Élete
Édesapja Lukács Gyula géplakatos volt, aki az édesanya halála után, 1918-tól egyedül nevelte három gyermekét Kápolnásnyéken (Fejér megye). Gimnáziumi tanulmányait Szekszárdon majd Pécsett, a jezsuita Pius Gimnáziumban végezte. Érettségi után egy ideig dolgozott, majd 1931. szeptember 9-én lépett be a jezsuita rendbe. Novíciusi próbaéveit a budapesti Manrézában töltötte, majd ugyanott egy évig egy év retorikát tanult. A filozófiát 1935 és 1937 között Budapesten végezte, majd egy évet Pécsett volt diákotthoni prefektus. A teológiát 1938 és 1942 között Szegeden tanulta, miközben 1941. június 22-én Glattfelder Gyula csanádi püspök pappá szentelte, majd elvégezte a harmadik próbaévet. 1944. február 2-án letette végleges szerzetesi fogadalmát, majd elöljárói a szegedi egyetemre küldték, ahol latint, történelmet és földrajzot tanult, és Szabó István jezsuita szónokról írott munkájával bölcsészdoktori címet szerzett. 
Tanári diplomája birtokában 1947-től a rend kalocsai gimnáziumában kezdett tanítani, de az egyházi iskolák 1948. évi államosítása miatt tanári munkaköre megszűnt. A rend római központja épp akkor keresett egy fiatal jezsuitát a levéltár (Archivum Romanum Societatis Iesu, ARSI) igazgatója mellé, így őt választották a feladatra. 1948 novemberében más fiatal rendtársaival együtt kalandos úton szökött ki Magyarországról. November 21-én érkezett Rómába. 
Nyolc évig dolgozott a levéltárban Joseph Teschitel levéltárigazgató mellett másodlevéltárosként. A rendezés és a kutatók kiszolgálása mellett minden szabad percét a rend Magyarországot érintő forrásanyag gyűjtésére fordította, részben a Társaság saját levéltárából, részben a Vatikáni Titkos Levéltárból. Szerencsére ehhez a munkához a rendi vezetés más magyar piaristákat is rendelkezésre bocsátott, így 1954-től Polgár Lászlót és 1963-tól Szilas Lászlót.  Gyűjtésük 1586-ig terjedő részét 1959-től  különféle adományokból összegyűlt pénzből, rotaprint eljárással, kötetenként 100-100 példányban adták ki (Documenta Romana historiae Societatis Iesu in Regnis olim Corona Hungarica unitis címen, három kötetben. 1967-ban a történeti intézet vezetősége fölajánlotta a forráskiadvány felvételét a Monumenta historica Societatis Iesu sorozatba. Ez lehetővé tette az anyag kiegészített, igényesebb újraközlését Monumenta antiquae Hungariae címen. Az új sorozat első kötete 1969-ben látott napvilágot, a negyedik 1987-ben. Ezek 1570 és 1600 között keletkezett dokumentumokat tartalmaznak.
Lukács László másik kutatási területe a jezsuita rend pedagógiai tevékenysége volt. A 16. századi jezsuiták papnevelésben betöltött szerepéről írt tanulmányai fölkeltették a Jézus Társaság Történeti Intézete (Institutum historicum Societatis Iesu, IHSI) vezetőinek figyelmét is. Így 1956-ban új feladatot kapott: a jezsuita oktatásügy alapdokumentumának, a Ratio studiorumnak kritikai kiadásához szükséges iratok összegyűjtését. Ez azt is jelentette, hogy a kúriáról átköltözhetett az írók házába, és idejét kizárólag a történészmunkának szentelhette. Így készült el mindenekelőtt a Monumenta paedagogica S. I. forráskiadvány hét kötete, amely az 1540 és 1616 közötti évekből származó jezsuita pedagógiai szövegeket gyűjtötte össze.
Néhány hosszabb tanulmányában, melyek nemegyszer heves vitákat váltottak ki, a Társaság súlyos és vitatott kérdéseinek történelmi hátterét világított meg. Ilyen például a Társaság szegénységét érintő cikke (De origine collegiorum externorum …), vagy a négy ünnepélyes fogadalomról szóló írása (De graduum diversitate inter sacerdotes in S. I.). 
Mivel a rendtörténeti forrásokban való eligazodáshoz nélkülözhetetlen volt a proszopográfiai adatgyűjtés, P. Lukács kezdettől fogva tervezte az ausztriai rendtartomány (Provinciae Austriae) éves rendi névtáraink (catalogus personarum) kiadását. Az első két kötet (1551–1640. évek) a Monumenta antiquae Hungariae sorozatban jelent meg 1978-ban és 1982-ben, az 1773-ig terjedő továbbiak pedig rotaprint kiadásban kilenc kötetben. Utóbbiak használatát nagymértékben megkönnyebbíti az 1987-1988-ban kiadott három kötetes összesített névtár (Catalogus generalis seu Nomenclator biographicus personarum Prov. Aust. S. I.).
Az 1970-es évektől Lukács László munkásságára a kommunista diktatúra szorításában élő magyarországi történészek is fölfigyeltek. Sokukkal baráti és munkakapcsolatot is sikerült kialakítania. Történészi működésének egyik fontos elismerése volt, amikor a szegedi József Attila Tudományegyetem 1988-ban díszdoktorává avatta. A rendszerváltás után kivette a részét rendjének magyarországi újrakezdéséből is. 1991-től kezdve négy nyáron át dolgozott Budapesten, és a Mária utcai rendházban megkezdte a szétszóródott levéltári és könyvtári anyag összegyűjtését és rendszerezését.

## Művei

### Forráskiadványok
- Documenta Romana historiae Societatis Iesu in regnis olim Corona Hungarica unitis, I: 1550-1570, Romae 1959; II: 1571-1580, Romae 1965; III: 1581-1586, Romae 1967.
- Monumenta paedagogica Societatis Iesu, 1540–1616, I-VII, Romae, 1965–1992 (Monumenta Historica Societatis Iesu 92, 107, 108, 124, 129, 140, 141).
- Catalogi personarum et officiorum Provincae Austriae Societatis Iesu, I: 1551-1600, Romae, 1978 (Monumenta Historica Societatis Iesu 117); II: 1601-1640, Romae 1982 (Monumenta Historica Societatis Iesu 125); III: 1641-1665, Romae 1990; IV: 1666-1683, Romae 1990; V: 1684-1699, Romae, 1990; VI: 1700-1717, Romae, 1993; VII: 1718-1733, Romae 1993; VIII: 1734-1747, Romae 1994; IX: 1748-1760, Romae 1994; X: 1761-1769, Romae 1995; XI: 1770- 1773 et index, Romae 1995.
- Monumenta Antiquae Hungáriae I: 1570-1579, Romae 1969; II: 1580-1586, Romae 1976; III: 1587-1592, Romae 1981; IV: 1593-1600, Romae 1987 (Monumenta Historica Societatis Iesu 101, 112, 121, 131).
- Catalogus generalis seu Nomenclator biographicus personarum Provinciae Austriae Societatis Iesu (1551-1773), I-III, Romae 1987-1988.

### Fontosabb tanulmányok
- Szabó István S.I. élete és szónoki munkái (1695-1753), Szeged, 1946 (doktori disszertáció).
- Die Gründung des Wiener päpstlichen Seminars und der Nuntius Giovanni Delfino (1573–1577), in Archivum Historicum Societatis Iesu 23(1954), 35-75.
- Die nordischen päpstlichen Seminarien und P. Possevino (1577–1587), in Archivum Historicum Societatis Iesu 24(1955), 33-94.
- Káldi György, a bibliafordító, in Katolikus Szemle 7(1955), 129-133.
- Újabb adatok Káldi nibliafordításának történetéhez, in Káldi György Társaság Civitas Dei évkönyve 1(1956), 7-24.
- Le catalogue-modéle du Pére Laínez (1545), in AHSI 26(1957), 57-66.
- De origine collegiorum externorum deque controversiis circa eorum paupertatem obortis (1539–1608), in Archivum Historicum Societatis Iesu 29(1960), 189-245; 30(1961), 3-89.
- De graduum diversitate inter sacerdotes in Societate Iesu, in Archivum Historicum Societatis Iesu 37(1968), 237-316.
- Jezsuita maradt-e Pázmány mint érsek?, in Pázmány Péter emlékezete, szerk. szerk. Lukács László és Szabó Ferenc, Róma 1987, 197-267.
- A független magyar jezsuita rendtartomány kérdése és az osztrák abszolutizmus 1649–1773, Szeged, 1989 (Adattár XVI-XVIII. századi szellemi mozgalmaink történetéhez, 25).
- (Molnár Antallal közösen), A homonnai jezsuita kollégium (1615–1619), in Művelődési törekvések a korai újkorban: Tanulmányok Keserű Bálint tiszteletére, szerk. Balázs Mihály et al., Szeged, 1997 (Adattár XVI-XVIII. századi szellemi mozgalmaink történetéhez, 35), 95-146.